# متفرعات القرون

رسم تخطيطي لبرغوت الماء

برغوث الماء

متفرعات القرون أو بَراغيث الماء (الاسم العلمي: Cladocera) هي رتيبة من المفصليات تتبع طائفة غلصميات الأرجل من شعبة مفصليات الأرجل. تعيش أساسًا في برك وبحيرات الماء العذب. وتعيش أنواع قليلة منها في المحيط. ويصل طول الفرد منها من 0,2 إلى 18 ملم. وقد سميت براغيث الماء بسبب حركاتها عند السباحة التي تشبه قفز البرغوث.
وهي تَسْبَحُ عن طريق تحريك الهوائيات (قرون استشعار) التي تمتد من مقدمة الرأس. ولبرغوث الماء درع صدفية (غطاء بدني) شفاف يُحيط بمعظم جسمه. ونظرًا لأنه يمكن رؤية حركة قلب برغوث الماء وأعضائه الأخرى بشكل مباشر، فإنه غالبًا ما يُستخدم في اختبارات الأدوية.
يضيق رأس برغوث الماء ليصل إلى خرطوم طويل يحمل زوجًا من العيون المركبة.كما أن لبرغوث الماء أيضًا من أربعة إلى ستة أزواج من الأرجل تسمى زوائد. وتتحرك هذه الأجزاء بشكل مستمر، وتساعد حركتها الحيوان على التنفس، كما أنها تندفع بقوة في الطعام والماء. ويتكون طعام براغيث الماء من طحالب خضراء متناهية في الصغر. وفي الصيف تحتشد ملايين من براغيث الماء في البرك والمستنقعات.

## فصائل
- السيداوية